# Selección de rugby de Moldavia
La selección de rugby de Moldavia es el equipo nacional de la modalidad de rugby y está regulada por la Federación Moldava de Rugby.
Actualmente participa en el Rugby Europe International Championships en su categoría Conference.
Es miembro de World Rugby desde 1994.

## Historia
Desde 1974 hasta la disolución de la Unión Soviética formó parte de la Selección de rugby de la Unión Soviética.
Moldavia jugó su primer partido internacional el 10 de octubre de 1991 contra Lituania. Moldavia ganó el partido, 22 puntos a seis. El año siguiente jugaron contra Bulgaria, que ganó Moldavia, 42 puntos a tres. Moldavia jugó contra Hungría en 1995, donde ganó por tres puntos, 17 a 14.